# Bavorsko
Bavorsko (německy Bayern  [ˈbaɪ̯ɐn]), celým názvem Svobodný stát Bavorsko (německy Freistaat Bayern), je územně největší ze šestnácti spolkových zemí Spolkové republiky Německo, co do obyvatelstva pak druhá nejlidnatější spolková země. Hraničí na východě s Českem a rakouskými spolkovými zeměmi Salcburskem a Horními Rakousy, na jihu s rakouskými spolkovými zeměmi Tyrolskem, Vorarlberskem a Solnohradskem, na západě s německou spolkovou zemí Bádenskem-Württemberskem, na severu s německými spolkovými zeměmi Hesenskem, Svobodným státem Durynsko a Svobodným státem Sasko. Patří mezi nejbohatší spolkové země Německa.
Z Bavorska pocházel i bývalý emeritní papež Benedikt XVI. Hlavním městem je Mnichov (München).

## Svobodný stát
Označení „svobodný stát“ („Freistaat“) má demonstrovat demokratický a republikánský charakter země, nikoliv, jak je často mylně uváděno, nějaké zvláštní postavení mezi ostatními spolkovými zeměmi SRN (toto označení používá ze spolkových zemí ještě Sasko a Durynsko). Jde především o historické označení; podobně jako označení „svobodné hanzovní město“, resp. svobodné a hanzovní město (Freie Hansestadt, Freie und Hansestadt), které používají spolkové země Hamburk a Brémy, má jiný (středověký) původ, souvisí se středověkými výsadami pro města.

## Zemské symboly

### Vlajka
Bavorsko užívá dvě rovnocenné vlajky. První z nich sestává z bílého a modrého vodorovného pruhu, druhá z nich z bílo-modré routované šachovnice. Zákon neupravuje přesný tón modré barvy, ani poměr délky a šířky vlajkového listu (nejčastěji je 3:5 podle spolkové vlajky). U routovaného pole však platí, že v (heraldicky) pravém horním rohu by měl být střed bílého kosočtverce a že na celé vlajce musí být nejméně 21 barevných ploch (včetně těch zasahujících přes okraj).

### Hymna
Bavorská hymna je píseň Gott mit dir, du Land der Bayern (česky Bůh s tebou, země Bavorů). Melodii složil Konrad Max Kunz, původní text napsal Michal Öchsner.

## Geografie

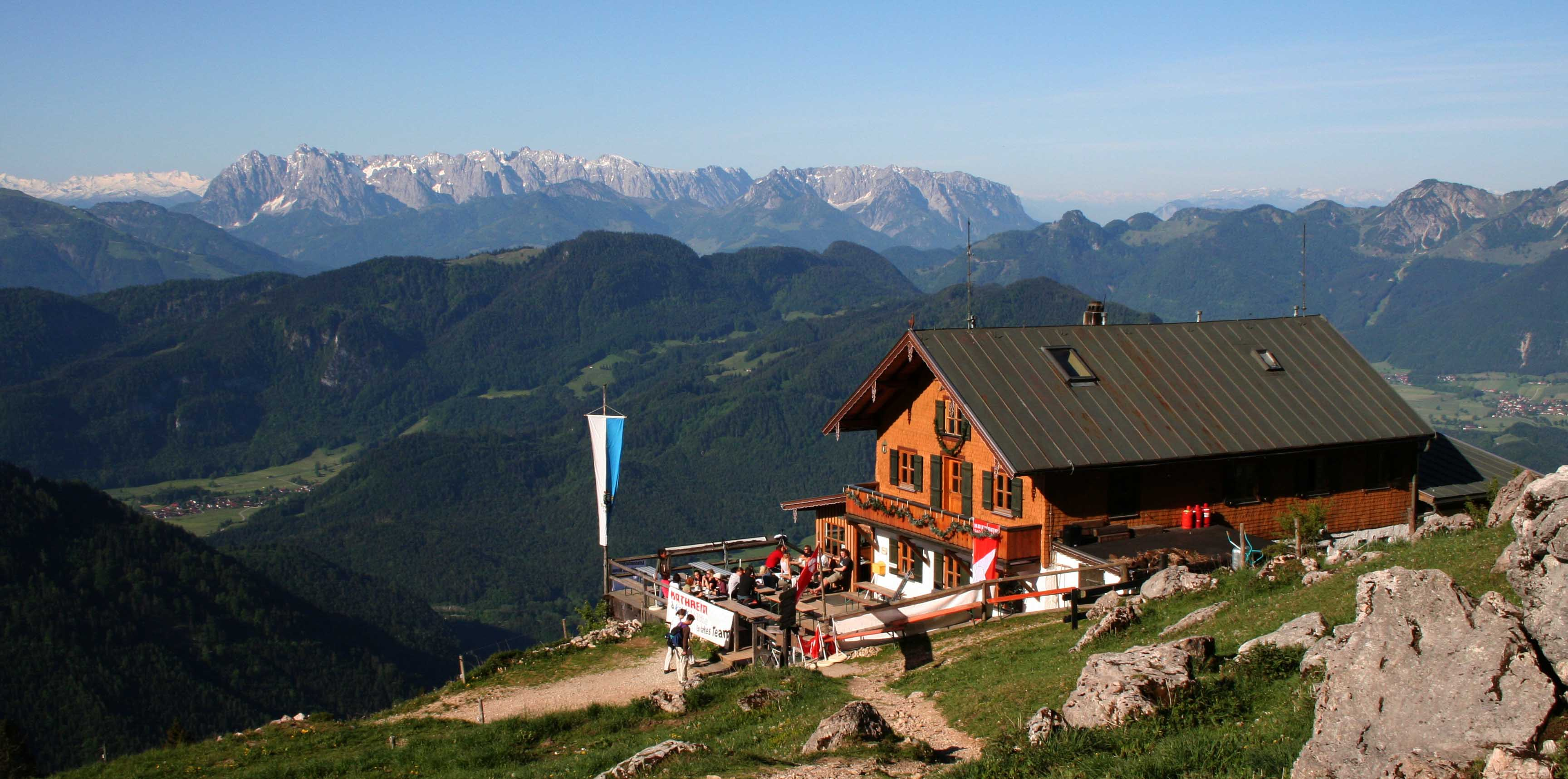
Výhled na Chiemgauské Alpy

Povrch území je převážně kopcovitého rázu, který zde zůstal jako památka na prvohorní hercynské vrásnění.
Pahorkatiny severního Bavorska jsou tvořeny břidlicemi, granity a rulami, které místy vystupují v zajímavé skalní útvary. Jedná se o Fichtelgebirge (česky Smrčiny) s nejvyšší horou Schneeberg (1051 m n. m.) a Frankenwald (Franský les). Porost býval kdysi jedlový, ale pro svou hospodářskou nedůležitost byl nahrazen smrkovým porostem. I smrky podléhají populační explozi. Proto byl v roce 1973 zřízen ve Frankenwaldu na ploše o rozloze 972 km² přírodní park. Přestože lesy pokrývají pouze polovinu území, je park lákadlem pro mnoho turistů.
Na jihu se táhne vnější vápencová linie nejvyššího horského systému v Evropě, Alp (nepočítá-li se ovšem Kavkaz). Hřeben na bavorsko-tyrolských hranicích se vlivem působení tektonických desek posunul oproti původní poloze asi o 80 až 200 km. Možná právě to je jedna z příčin, proč reliéf u okraje tak prudce mění charakter z velehor na rovinu. V pleistocénu formoval krajinu Alp ledovec, který zde zanechal četná jezera, např. Chiemsee nebo Ammersee. V Alpách jsou lyžařská centra, z nichž nejvýznamnější je Garmisch-Partenkirchen. V Alpách se také nachází řada krásných jezer a na hranicích s rakouskou spolkovou zemí Tyrolskem leží i nejvyšší hora Německa Zugspitze (2962 m).
Územím Bavorska protéká evropský veletok Dunaj i řada jiných řek jako je Inn, Lech, Mohan (Main) a další.

## Obyvatelstvo

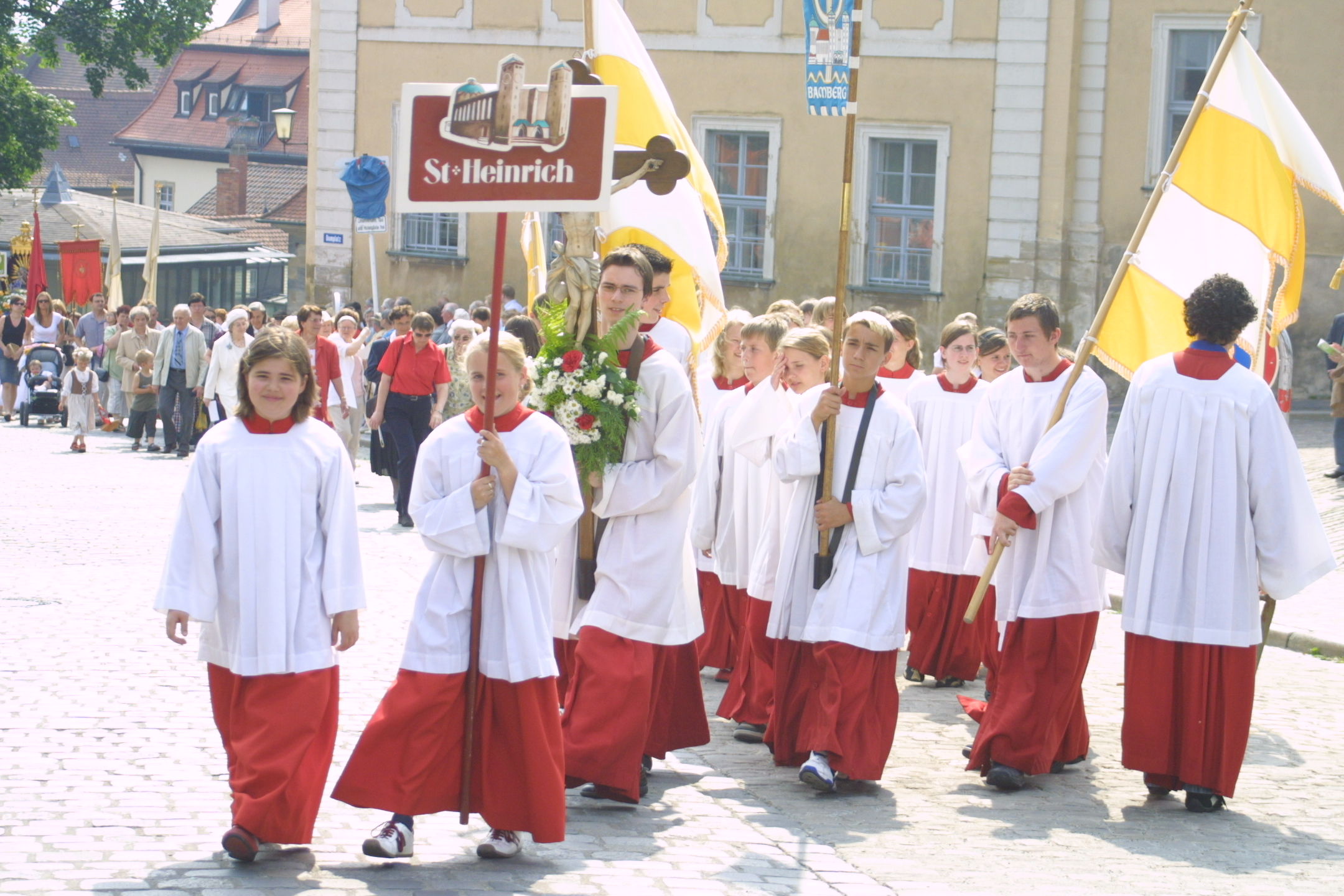
Slavnost Těla a Krve Páně v Bamberku

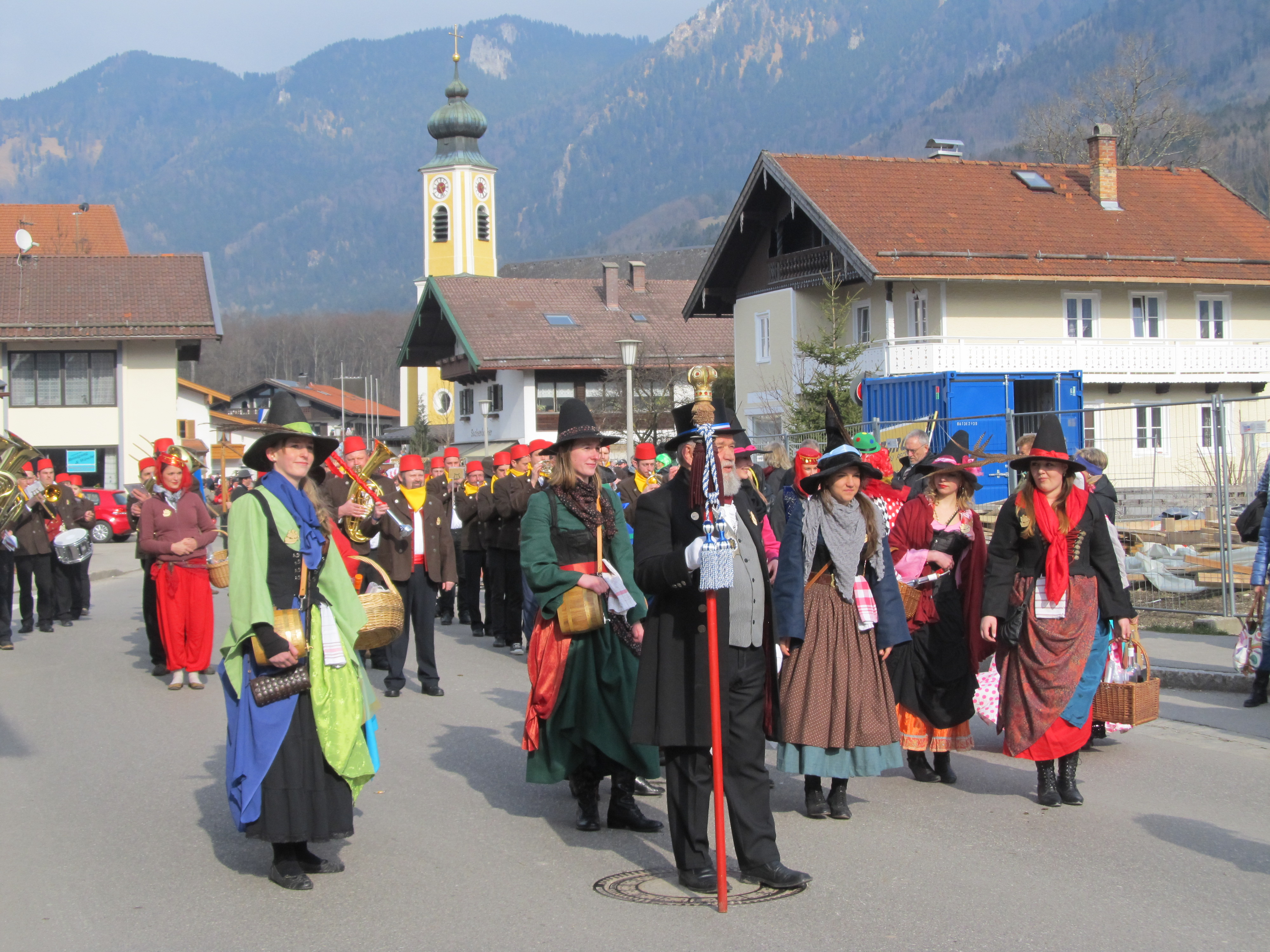
Karnevalový průvod v bavorské vesnici

- římskokatolické 57,2 % (2006) (v roce 1950 71,9 %)
- evangelické 21,3 % (2006) (1950 26,8 %)
- muslimské 2,2 % (2006)
- jiná náboženství a bez vyznání 19,2 % (2006)

Bavoři se tradičně dělí na 4 „kmeny“:
- „vlastní“ Bavoři (Altbayern)
- Frankové
- Švábové (Schwaben)
- Sudetští Němci (po roce 1945; víc než 2 miliony uprchlíků, vysídlených především ze Sudet)

Hovoří se zde několika hornoněmeckými dialekty, které patří ke dvěma skupinám:
- Bavorská (Bairisch): většina země, především v Dolním Bavorsku, Horním Bavorsku a Horní Falci
- Alemánská (Alemannisch): 2 miliony Švábů na západě

Vedle toho jsou rozšířená i francká nářečí (Fränkisch): asi 3 miliony převážně na území Dolních, Horních a Středních Frank.

## Slavní rodáci a lidé spojení s Bavorskem
- Papež: Benedikt XVI.
- Císařové: Ludvík IV. Bavor, Karel Albrecht
- Císařovna: Alžběta Bavorská, manželka císaře Františka Josefa I.
- Král: Fridrich Falcký, Ludvík II. Bavorský
- Vévoda: Maxmilián II. Emanuel
- Sportovci: Markus Bock, Bastian Schweinsteiger
- Malíři: Hans Holbein starší, Albrecht Dürer, Albrecht Altdorfer, Lucas Cranach starší, Carl Spitzweg, Franz von Lenbach, Franz von Stuck a Franz Marc
- Hudebníci: Orlando di Lasso, Christoph Willibald Gluck, Richard Wagner, Richard Strauss a Theobald Böhm, vynálezce moderní flétny
- Spisovatelé: Hans Sachs, Jean Paul, Frank Wedekind, Christian Morgenstern, Oskar Maria Graf, Bertolt Brecht, Lion Feuchtwanger
- Vědci: Adam Ries, Joseph von Fraunhofer, Max Joseph von Pettenkofer, Georg Simon Ohm, Carl von Lindea, Sebastian Kneipp, Alois Alzheimer, Wilhelm Conrad Röntgen, Werner Heisenberg, Rudolf Mößbauer, Robert Huber, Julius von Reichstein
- Vynálezci: Martin Behaim, Levi Strauss a Rudolf Diesel
- Ostatní: členové protinacistické skupiny Bílá růže

## Administrativní členění, politika

Bavorské vládní obvody

### Vládní obvody

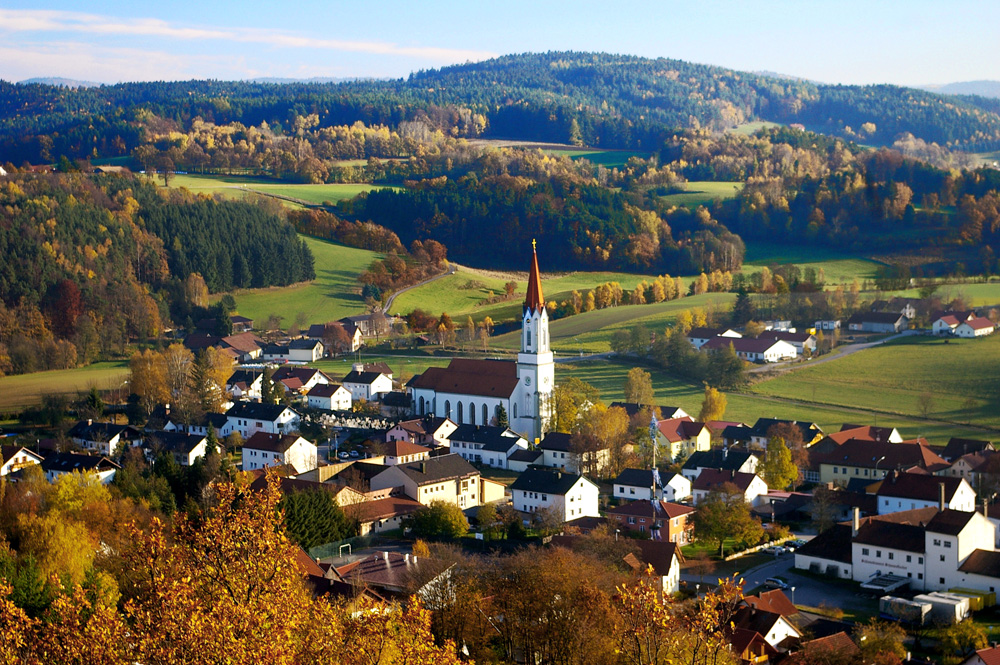
Vesnice v Horní Falci

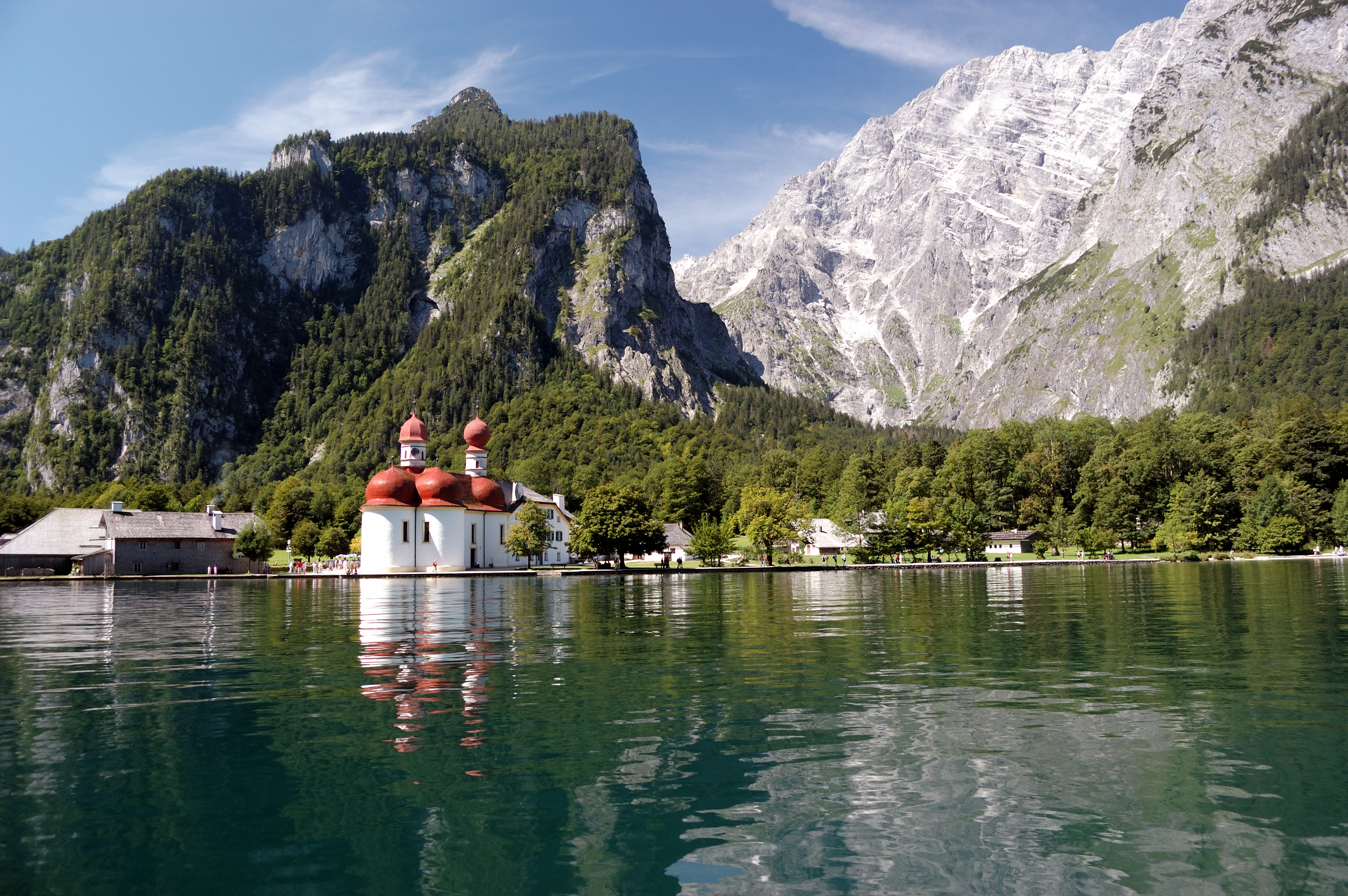
Königssee v Horním Bavorsku

Svobodný stát Bavorsko se člení na 7 vládních obvodů (Regierungsbezirke):
- Dolní Bavorsko (Niederbayern)
- Dolní Franky (Unterfranken)
- Horní Bavorsko (Oberbayern)
- Horní Falc (Oberpfalz)
- Horní Franky (Oberfranken)
- Střední Franky (Mittelfranken)
- Švábsko (Schwaben)

### Zemské okresy
Výše jmenovaných 7 vládních obvodů se dále člení na 71 zemských okresů (Landkreise) a 25 městských okresů (Kreisfreie Städte):
| Mapa bavorských okresů |

| 1. Aichach-Friedberg (AIC) 2. Altötting (AÖ) 3. Amberg-Sulzbach (AS) 4. Ansbach (AN) 5. Aschaffenburg (AB) 6. Augsburg (A) 7. Bad Kissingen (KG) 8. Bad Tölz-Wolfratshausen (TÖL) 9. Bamberk (Bamberg; BA) 10. Bayreuth (BT) 11. Berchtesgadensko (Berchtesgadener Land; BGL) 12. Cham (CHA) 13. Coburg (CO) 14. Dachau (DAH) 15. Deggendorf (DEG) 16. Dillingen an der Donau (DLG) 17. Dingolfing-Landau (DGF) 18. Dunaj-Ries (Donau-Ries; DON) | 1. Ebersberg (EBE) 2. Eichstätt (EI) 3. Erding (ED) 4. Erlangen-Höchstadt (ERH) 5. Forchheim (FO) 6. Freising (FS) 7. Freyung-Grafenau (FRG) 8. Fürstenfeldbruck (FFB) 9. Fürth (FÜ) 10. Garmisch-Partenkirchen (GAP) 11. Günzburg (GZ) 12. Haßberge (HAS) 13. Hof (HO) 14. Kelheim (KEH) 15. Kitzingen (KT) 16. Kronach (KC) 17. Kulmbach (KU) 18. Landsberg am Lech (LL) 19. Landshut (LA) | 1. Lichtenfels (LIF) 2. Lindau (Lindau (Bodensee); LI) 3. Mohan-Spessart (Main-Spessart; MSP) 4. Miesbach (MB) 5. Miltenberg (MIL) 6. Mühldorf am Inn (MÜ) 7. Mnichov (München; M) 8. Neuburg-Schrobenhausen (ND) 9. Neumarkt in der Oberpfalz (NM) 10. Neustadt an der Aisch-Bad Windsheim (NEA) 11. Neustadt an der Waldnaab (NEW) 12. Neu-Ulm (NU) 13. Norimbersko (Nürnberger Land; LAU) 14. Oberallgäu (OA) 15. Ostallgäu (OAL) 16. Pasov (Passau; PA) 17. Pfaffenhofen an der Ilm (PAF) | 1. Regen (REG) 2. Řezno (Regensburg; R) 3. Rhön-Grabfeld (NES) 4. Rosenheim (RO) 5. Roth (RH) 6. Rottal-Inn (PAN) 7. Schwandorf (SAD) 8. Schweinfurt (SW) 9. Starnberg (STA) 10. Straubing-Bogen (SR) 11. Tirschenreuth (TIR) 12. Traunstein (TS) 13. Unterallgäu (MN) 14. Weilheim-Schongau (WM) 15. Weißenburg-Gunzenhausen (WUG) 16. Wunsiedel im Fichtelgebirge (WUN) 17. Würzburg (WÜ) |

### Městské okresy

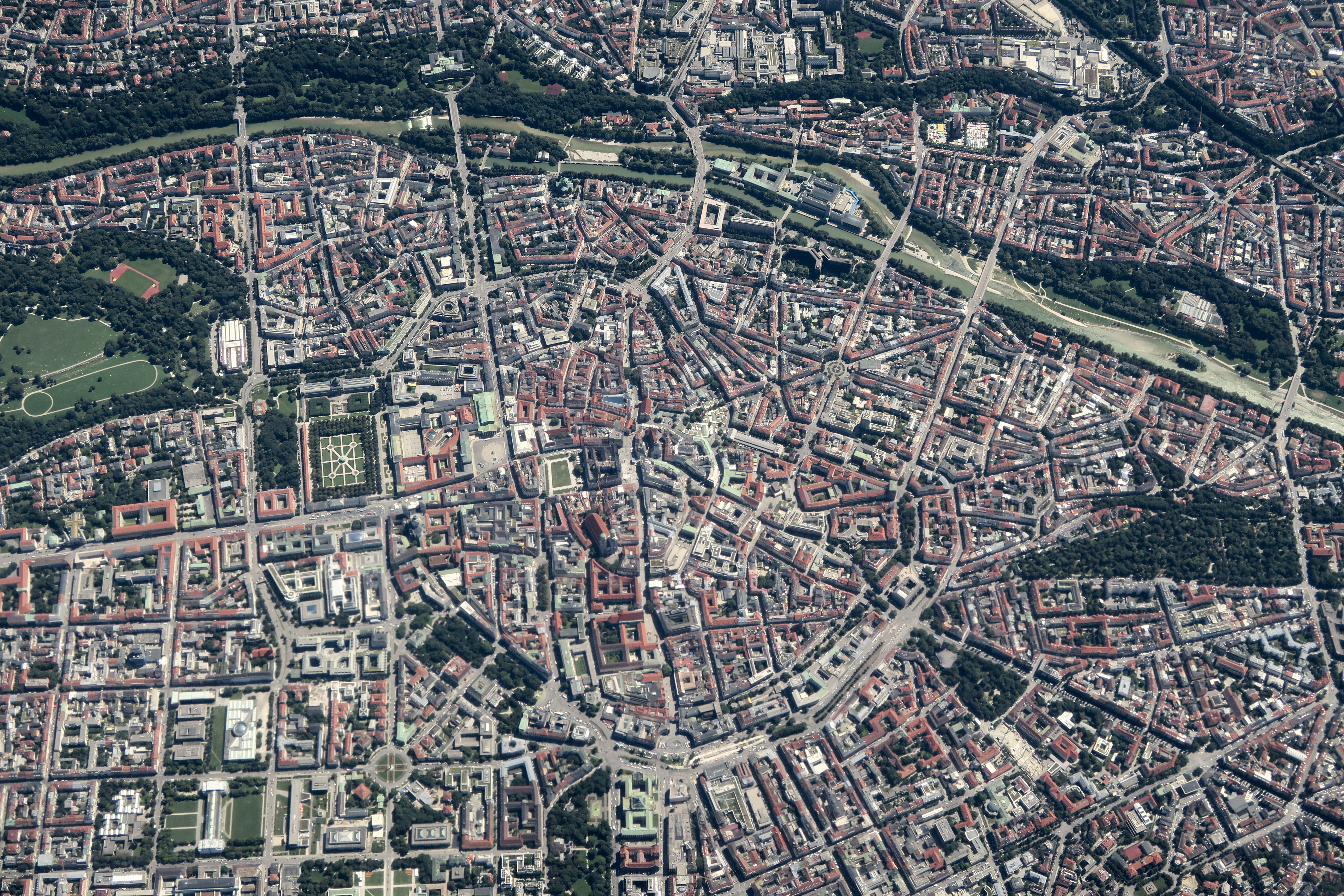
Hlavní město Bavorska Mnichov

25 bavorských městských okresů:
| 1. Amberg (AM) 2. Ansbach (AN) 3. Aschaffenburg (AB) 4. Augsburg (A) 5. Bamberk (Bamberg; BA) 6. Bayreuth (BT) 7. Coburg (CO) 8. Erlangen (ER) 9. Fürth (FÜ) | 1. Hof (HO) 2. Ingolstadt (IN) 3. Kaufbeuren (KF) 4. Kempten (Allgäu) (KE) 5. Landshut (LA) 6. Memmingen (MM) 7. Mnichov (M) 8. Norimberk (N) 9. Pasov (PA) | 1. Regensburg (R) 2. Rosenheim (RO) 3. Schwabach (SC) 4. Schweinfurt (SW) 5. Straubing (SR) 6. Weiden i. d. OPf. (WEN) 7. Würzburg (WÜ) |

### Politika

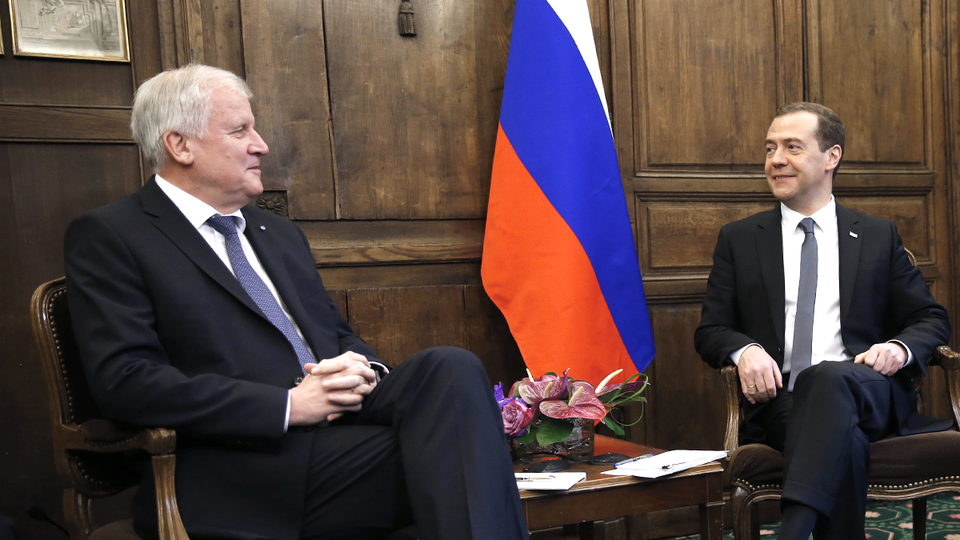
Bývalý bavorský premiér a předseda strany CSU Horst Seehofer s bývalým ruským premiérem Medveděvem

Bavorsko má jednokomorový sněm (Landtag). Až do prosince 1999 existovala i druhá komora, senát, jehož členové byli vybráni společenskými a ekonomickými skupinami v Bavorsku, která byla referendem v roce 1998 zrušena. Hlavou vlády je předseda vlády (Ministerpräsident).
V politice země dominuje konzervativní strana CSU (Christlich-Soziale Union), jež je „sesterskou“ stranou celoněmecké CDU (Christlich Demokratische Union), se kterou úzce spolupracuje. CSU v zemských volbách nekandiduje v žádné jiné spolkové zemi, CDU nikdy nekandiduje v zemských volbách v Bavorsku. Od roku 1962 vládne v Bavorsku CSU nepřetržitě a absolutní většinou křesel v parlamentu, v několika volbách podíl hlasů pro CSU přesáhl 60 %, v roce 2003 dokonce dosáhla ve volbách dvoutřetinové většiny mandátů, čehož nedosáhla žádná jiná strana v žádné jiné spolkové zemi. Ve volbách v roce 2008 ovšem absolutní většinu těsně ztratila, i nadále ale zůstala daleko nejsilnější stranou.